# Bindemedel
Bindemedel är det ämne som ingår i en produkt för att foga eller binda samman fasta beståndsdelar i partikelform.

## Asfaltbeläggning
Asfaltbeläggningar har bitumen som bindemedel. Fram till 1970-talet användes vägolja i oljegrus, men den förbjöds på grund av sitt innehåll av cancerogen stenkolstjära. Idag tillverkas oljegrus med mjukgjort bitumen som bindemedel.

## Målarfärger
För målarfärger (såväl för byggnads- och föremålsbruk som för konstnärsbruk) har många olika typer av bindemedel använts, ensamma eller i kombination. En del har i stort sett upphört att användas medan nya har tillkommit. 
Exempel på bindemedel för färger
- Lim animaliskt, vegetabiliskt, syntetiskt
- Linolja och andra torkande oljor
- Harts – natur- och konstharts
- Akrylharts (en konstharts)
- Latex
- Gummi arabicum
- Ägg för äggtempera och äggoljetempera
- Asfalt

## Pyroteknik
Inom pyrotekniken används flera olika bindemedel. I satser som inte innehåller magnesium eller andra metallbränsle kan man använda bindemedel som är vattenlösliga, till exempel dextrin, gummi arabikum eller risstärkelse. Om satsen innehåller metallbränsle kan man inte använda vattenlösliga bindemedel utan måste förlita sig på bindemedel som löses i andra lösningsmedel så som till exempel red gum, cellulosanitrat eller beckbindemedel.